# Salvelinus leucomaenis leucomaenis
Salvelinus leucomaenis leucomaenis is een ondersoort van de straalvinnige vissen uit de familie van de zalmen (Salmonidae). De wetenschappelijke naam van de soort is voor het eerst geldig gepubliceerd in 1814 door Pallas.